# Baniyas Club
El Baniyas Club (en árabe: نادي بني ياس الرياضي‎) es un club de fútbol de Emiratos Árabes Unidos fundado en 1981 en la ciudad de Abu Dabi. Juega en la Liga de los EAU.

## Palmarés
- División 2 Group A: 2

1994–95, 2008–09
- División 2 Group B: 2

1997–98, 2004–05
- Copa Presidente de Emiratos Árabes Unidos: 1

1991–92
- Copa de Clubes Campeones del Golfo: 1

2013

## Participación en competiciones de la AFC
| Temporada | Torneo                      | Ronda            | Club                  | Casa | Visita | Global    |
| --------- | --------------------------- | ---------------- | --------------------- | ---- | ------ | --------- |
| 1993      | Recopa de la AFC            | Preliminar       | Al Ramtha             | 5-1  | 2-3    | 7-4       |
| 1993      | Recopa de la AFC            | 1                | Pirouzi Teherán       | 1-1  | 1-2    | 2-3       |
| 1997      | Recopa de la AFC            | 1                | Al-Gharafa SC         | 0-1  | 3-3    | 3-4       |
| 2012      | Liga de Campeones de la AFC | Grupos           | Al-Ittihad            | 0-0  | 0-1    | 2.º Lugar |
| 2012      | Liga de Campeones de la AFC | Grupos           | Pakhtakor Tashkent FC | 2-0  | 1-1    | 2.º Lugar |
| 2012      | Liga de Campeones de la AFC | Grupos           | Al-Arabi SC           | 4-0  | 2-0    | 2.º Lugar |
| 2012      | Liga de Campeones de la AFC | Cuartos de final | Al-Hilal FC           | x    | 1-7    | 1-7       |
| 2014      | Liga de Campeones de la AFC | 2                | Qadsia SC             | 0-4  | x      | 0-4       |
| 2022      | Liga de Campeones de la AFC | 2                | Nasaf Qarshi          | 0-2  | x      | 0-2       |

## Participación en la Liga de los Emiratos Árabes Unidos
- Temporada 2012-13 - 4.º
- Temporada 2013-14 - 9.º
- Temporada 2014-15 - 8.º
- Temporada 2015-16 - 9.º

## Gerencia

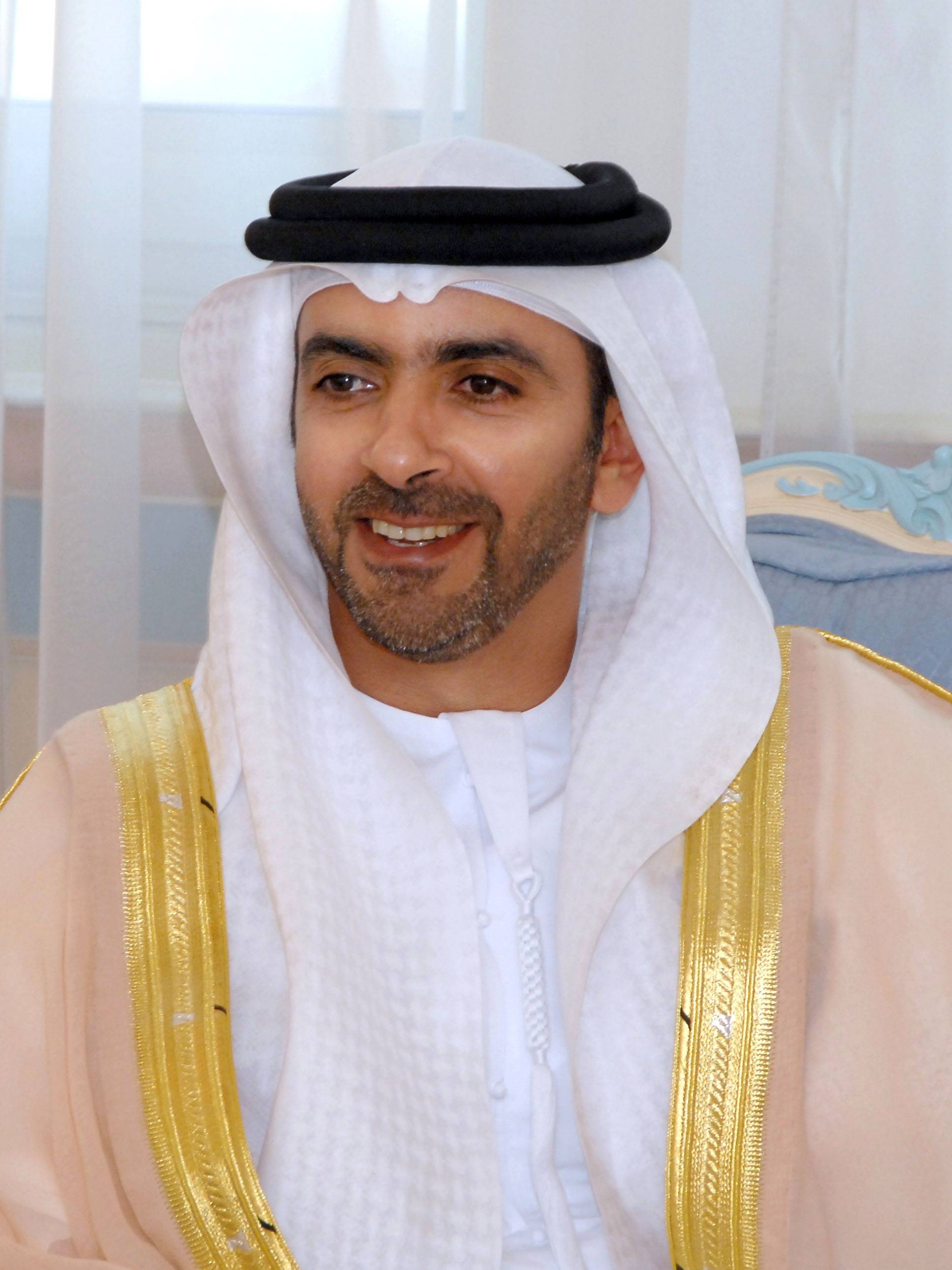
HH Sheikh Saif bin Zayed Al Nahyan, actual presidente del Baniyas Club.

| Puesto                              | Nombre                    |
| ----------------------------------- | ------------------------- |
| Presidente                          | Saif bin Zayed Al Nahyan  |
| 1.º Vicepresidente                  | Hamed bin Zayed Al Nahyan |
| 2.º Vicepresidente                  | Omar bin Zayed Al Nahyan  |
| Presidente de la Mesa Directiva     | Ahmed Nasser Al Raisi     |
| Vicepresidente de la Mesa Directiva | Mubarak Awad bin Muhiroom |

- Fuente:[2][3]